# Górnica (wieś w województwie zachodniopomorskim)
Górnica (niem. Hohenstein) – wieś w Polsce, położona w województwie zachodniopomorskim, w powiecie wałeckim, w gminie Wałcz.
Górnica liczy sobie 380 mieszkańców.
W latach 1954–1957 wieś należała i była siedzibą władz gromady Górnica, po jej zniesieniu w gromadzie Dębołęka. W latach 1975–1998 miejscowość administracyjnie należała do województwa pilskiego. 
Wieś położona jest 20 km od Wałcza. Ok. 1,5 km na zachód i południowy zachód znajdują się: jezioro Rakowo i Jezioro Piecnickie.
W Górnicy znajduje się montownia rowerów oraz świniarnia.